# Trichosalpinx parsonsii
Trichosalpinx parsonsii är en orkidéart som beskrevs av Carlyle August Luer och Dodson. Trichosalpinx parsonsii ingår i släktet Trichosalpinx och familjen orkidéer.
Artens utbredningsområde är Costa Rica. Inga underarter finns listade i Catalogue of Life.